# Chrysops pallidulus
Chrysops pallidulus är en tvåvingeart som beskrevs av Austen 1914. Chrysops pallidulus ingår i släktet Chrysops och familjen bromsar.
Artens utbredningsområde är Angola. Inga underarter finns listade i Catalogue of Life.